# كيابيتسو تارو

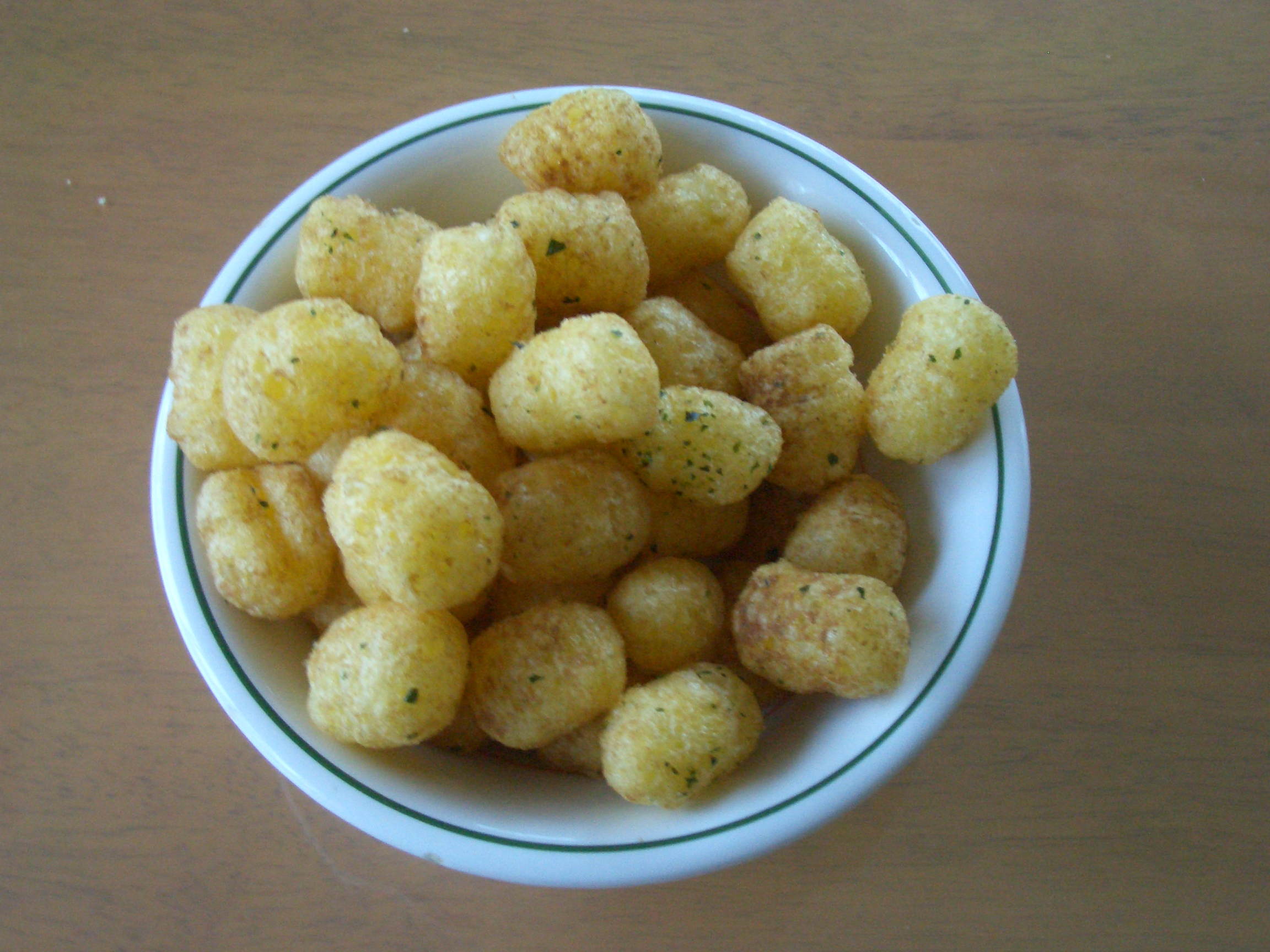
الكيابيتسو تارو وجبة خفيفة يابانية من صنع شركة كادو.

الكيابيتسو تارو (باللغة اليابانية: キ ャ ベ ツ 太郎) هي وجبة خفيفة يابانية من صنع شركة كادو (باللغة اليابانية: 菓道) في محافظة إيباراكي. يتكون الكيابيتسو تارو من كرات من الذرة قطرها حوالي 3 سم بنكهة النوري والصلصة البنية اليابانية. إنها وجبة خفيفة منخفضة التكلفة نسبيا تستهدف الأطفال. تباع على حجمين، كيس بسعر 20 ين وكيس أخر بسعر 100 ين. يظهر على الكيس ضفدعا يرتدي قبعة شرطي.

## شاهد أيضا
- رقائق البطاطس
- وجبة خفيفة
- مطبخ ياباني
- اليابان

## روابط خارجية
- الصفحة باللغة اليابانية ، تعرض الحقيبة والمحتويات